# Gregory Jarvis
Gregory Bruce Jarvis (24. august 1944 – 28. januar 1986) var en amerikansk astronaut, der døde i ulykken med rumfærgen Challenger.